# 南京市人民中学

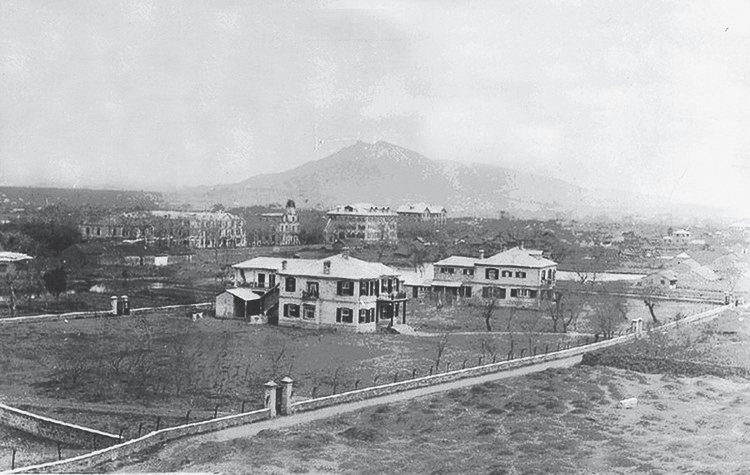
1911年摄。照片中前部建筑为金陵神学院，中部建筑群为金陵大学附属中学建筑群，再右侧为汇文女中建筑，正后方背景为紫金山。

南京市人民中学（挂牌金陵中学汇文女子高中），创办于1887年,是南京市的一所三星級省重點普通中學。該校初中部和高中部合併辦學，師資共享。

## 学校简史
- 1887年建校，前身沙小姐学堂（又称女布道学堂）；
- 1902年更名为汇文女子中学；
- 1942年更名为同伦女子中学；
- 1945年再次更名为汇文女子中学；
- 1952年更名为南京市第四女子中学；
- 1968年更名为南京市人民中学；
- 2015年增名南京市汇文女子中学；
- 2016年8月31日上午,南京市汇文女子中学在装修一新的校址上正式揭牌。目前，在原人民中学位于中山路的校址上一校两牌同址办学。[1]
- 2020年，挂牌金陵中学汇文女子高中，南京市金陵中学校长兼任校长[2]。

## 中華民國大陸時期學校历届校长
| 在任时间              | 校长   |
| --------------------- | ------ |
| 1887年-1905年         | 纱德纳 |
| 1907年                | 亮樂月 |
| 1913年                | 卢志英 |
| 1918年                | 康凤楼 |
| 1923年                | 葛维良 |
| 1927年-1936年         | 刘芬资 |
| 1937年-1939年、1945年 | 姜文德 |
| 1946年-1947年         | 刘芬资 |